# Nguyễn Hữu Khảm
Nguyễn Hữu Khảm là một sĩ quan cấp cao trong Quân đội nhân dân Việt Nam, hàm Trung tướng, nguyên Phó Tổng Tham mưu trưởng Quân đội nhân dân Việt Nam (2002–2010).

## Thân thế và Binh nghiệp
Ông sinh ra tại Khánh Phú, Yên Khánh, Ninh Bình.
Năm 1979 trong chiến tranh biên giới phía bắc, Phó chính ủy Trung đoàn 148, Sư đoàn 316; sau đó làm Sư đoàn trưởng sư đoàn 316.
Năm 1995, bổ nhiệm giữ chức Phó tư lệnh quân khu 2
Năm 1999, bổ nhiệm giữ chức Cục trưởng Cục Quân huấn, Bộ Tổng Tham mưu
Năm 2002, bổ nhiệm giữ chức Phó Tổng Tham mưu trưởng
Năm 2010, nghỉ hưu.
Thiếu tướng (1999), Trung tướng (2004)
- Sau khi nghỉ hưu, ông tích cực tham gia các hoạt động xã hội, hiện ông là Chủ tịch hội đồng hương tỉnh Ninh Bình tại Hà Nội (2015 - đến nay), Chủ tịch Câu lạc bộ tướng lĩnh tỉnh Ninh Bình (Ninh Bình có hiện nay có tổng cộng 102 tướng trong quân đội và công an bao gồm đang đương chức, nghỉ hưu và khoảng 20 đã mất) và Trưởng ban liên lạc cựu chiến binh toàn quốc mặt trận Vị Xuyên - Hà Giang.